# Domdidier
Domdidier (Dondedi  en patois fribourgeois) est une localité et une ancienne commune suisse du canton de Fribourg, faisant partie depuis le 1er janvier 2016 de la commune fusionnée de Belmont-Broye et située dans le district de la Broye.

## Géographie
Bordé au nord par les rivières de la Broye et de l'Arbogne, au sud par les pentes du domaine forestier du Belmont, Domdidier se situe au cœur de la Basse-Broye, à mi-chemin entre Lausanne et Berne. Domdidier comprend la localité du même nom et ses hameaux Coppet, Eissy et Granges-Rothey.
À 8 kilomètres au nord se trouvent les rives et les plages bordant le lac de Neuchâtel et à 6 kilomètres au nord-est, celles du lac de Morat.
Selon l'Office fédéral de la statistique, l'ancienne commune de Domdidier couvre 8,91 km2. 15,8 % de cette superficie correspond à des surfaces d'habitat ou d'infrastructure, 68,0 % à des surfaces agricoles, 15,1 % à des surfaces boisées et 1,1 % à des surfaces improductives.

## Histoire
Le nom de Domdidier s'est écrit tour à tour Donno Desiderio (vers 1158), Dundedier (1215), Dongnodiderio (1267), c'est-à-dire domnus Desiderius, « Saint Didier », auquel l'église du village est dédiée.
L'occupation du territoire de Domdidier date au moins de l'époque romaine comme en témoignent quelques vestiges. La ville voisine d'Aventicum, ancienne capitale de l'Helvétie romaine, était entourée de villae qui ont probablement été anéanties à la suite des invasions germaniques. Ceci expliquerait que le nom du village (comme pour les localités avoisinantes) soit une forme latine plus tardive d'origine chrétienne et que des toponymes plus anciens aient disparu.
Domdidier n'apparaît dans les sources historiques qu'au XIIe siècle. À cette époque, le village appartient aux comtes de Neuchâtel, vassaux de l'Empereur germanique. Sur place, les Neuchâtel sont représentés par une famille noble qui adopte le nom de la localité et qui le détient entre le XIIe et le XIVe siècle. De cette famille on connaît notamment Ulrich de Domdidier (1158) et Rodolphe de Domdidier (1180). 
Les nobles de Domdidier et leur village passent ensuite sous la domination des seigneurs de Montagny dès le milieu du XIIIe siècle. Toute la Suisse romande subit alors petit à petit l'influence du comté puis duché de Savoie.
En 1478, après les guerres de Bourgogne et la défaite de Charles le Téméraire, Domdidier est vendu par la Savoie à la ville et futur canton de Fribourg avec toute la seigneurie de Montagny qui devient un bailliage. Le siècle suivant voit la reconnaissance des franchises et privilèges villageois par le gouvernement cantonal.
En 1625, Jean de Fégely, capitaine au service du roi de France, dote Domdidier de sa première école. 
Dès l'époque romaine, le territoire de Domdidier s'est trouvé sur un axe de communication nord-sud important et a eu l'occasion de voir passer quelques hommes célèbres. En 1777, par exemple, l'empereur d'Allemagne Joseph II reçut les honneurs d'une sentinelle placée par le gouvernement à l'entrée de Domdidier. Le 25 novembre 1797, Napoléon Bonaparte prit son petit déjeuner à l'auberge de la Croix-Blanche alors qu'il se rendait au Second congrès de Rastatt.
L'entretien de cet axe routier cependant n'a pas toujours été parfait et a même amené la population à se rebeller contre l'État. En effet, en 1831, constatant que la route était endommagée, le gouvernement de Fribourg exige de la population qu'elle remédie au problème en se soumettant aux corvées légales de transport du gravier. Les habitants de la commune refusent en se retranchant derrière leurs anciennes franchises. Le 23 mars 1832, le gouvernement cantonal décide de contraindre les villageois par la force. Le 29 mars, quatre compagnies d'infanterie entrent dans Domdidier et reçoivent la soumission de la population. En guise de réconciliation, Diderains et représentants de l'État auraient partagé le gâteau à l'oignon qui serait donc à l'origine du surnom des habitants de la commune : les Oignons. Le récit de cet évènement a été repris en 1995 dans une pièce de théâtre écrite par Pascal Corminboeuf et mise en scène en plein air par la troupe locale Ludimania.
En 1876, la gare de Domdidier voit le jour lors de la création de la ligne de chemin de fer Palézieux-Lyss.
Depuis le 1er janvier 2016, les anciennes communes de Domdidier, Dompierre, Léchelles et Russy ont fusionné sous le nom de Belmont-Broye.

## Démographie
Selon l'Office fédéral de la statistique, Domdidier compte 3 064 habitants en 2023, ce qui en fait la deuxième localité la plus peuplée de la Broye fribourgeoise après Estavayer-le-Lac. Sa densité de population atteint 343,9 hab./km2.
Le graphique suivant résume l'évolution de la population de Domdidier entre 1850 et 2008 :

## Économie

### Commerces
Des entreprises comme Aldi Suisse, Von Bergen et Wago Contact sont implantées en zone industrielle dideraine, assurant ainsi des centaines d'emplois. Dans cette zone, se trouve également l'un des trois centres d'intervention de la police cantonale fribourgeoise (secteur nord) ainsi qu'un centre de l'Office de la circulation et de la navigation (OCN) du canton de Fribourg. 
Domdidier bénéficie de nombreux commerces et services : médecins, dentistes, vétérinaires, poste, banques, pharmacie, droguerie, home médicalisé, boulangeries, commerces d'alimentation, bijouterie, fleuriste, salons de coiffure, restaurants et bars. 

### Éducation
Dans le domaine éducatif, les enfants peuvent y suivre un cursus scolaire obligatoire complet, de l'école enfantine (1re Harmos) jusqu'au cycle d'orientation en passant par l'école primaire. À cela s'ajoute une crèche ainsi qu'un service de garderie. Le cycle d'orientation de Domdidier accueille les élèves des trois dernières années d'école obligatoire (9e, 10e, 11e) de Belmont-Broye, Saint-Aubin, Vallon, Delley-Portalban et Gletterens. 

### Transports
Au niveau des transports, Domdidier est traversé par la route nationale 1, à mi-chemin entre Lausanne et Berne. L'autoroute A1, qui traverse la Suisse d'Ouest en Est, dispose d'un accès à 2 minutes du centre de Domdidier avec la sortie d'Avenches.
En ce qui concerne le rail, Domdidier est desservi par la ligne de train R9 du RER vaudois qui relie Allaman à Morat, via Lausanne et Payerne, et aux heures de pointe par la ligne S52 du RER bernois à destination de Berne et Payerne. Pour les bus, la ligne 544 des TPF relie Fribourg à Gletterens via Domdidier. Finalement, les lignes 556 et 557 des TPF connectent Domdidier à d'autres localités environnantes. Quatre arrêts sont parcourus par les bus, l'un à la gare, l'autre au CO et deux autres en zone industrielle dideraine, desservis la semaine.

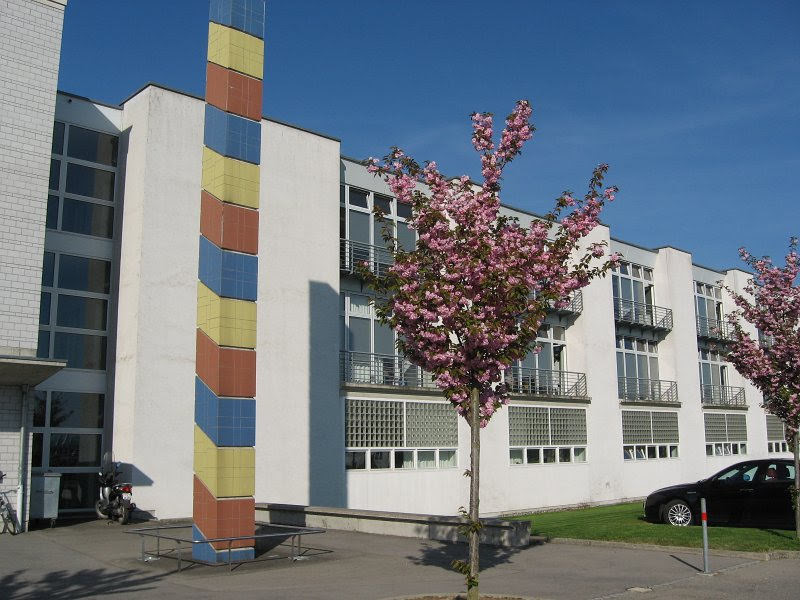
L'école secondaire (CO).
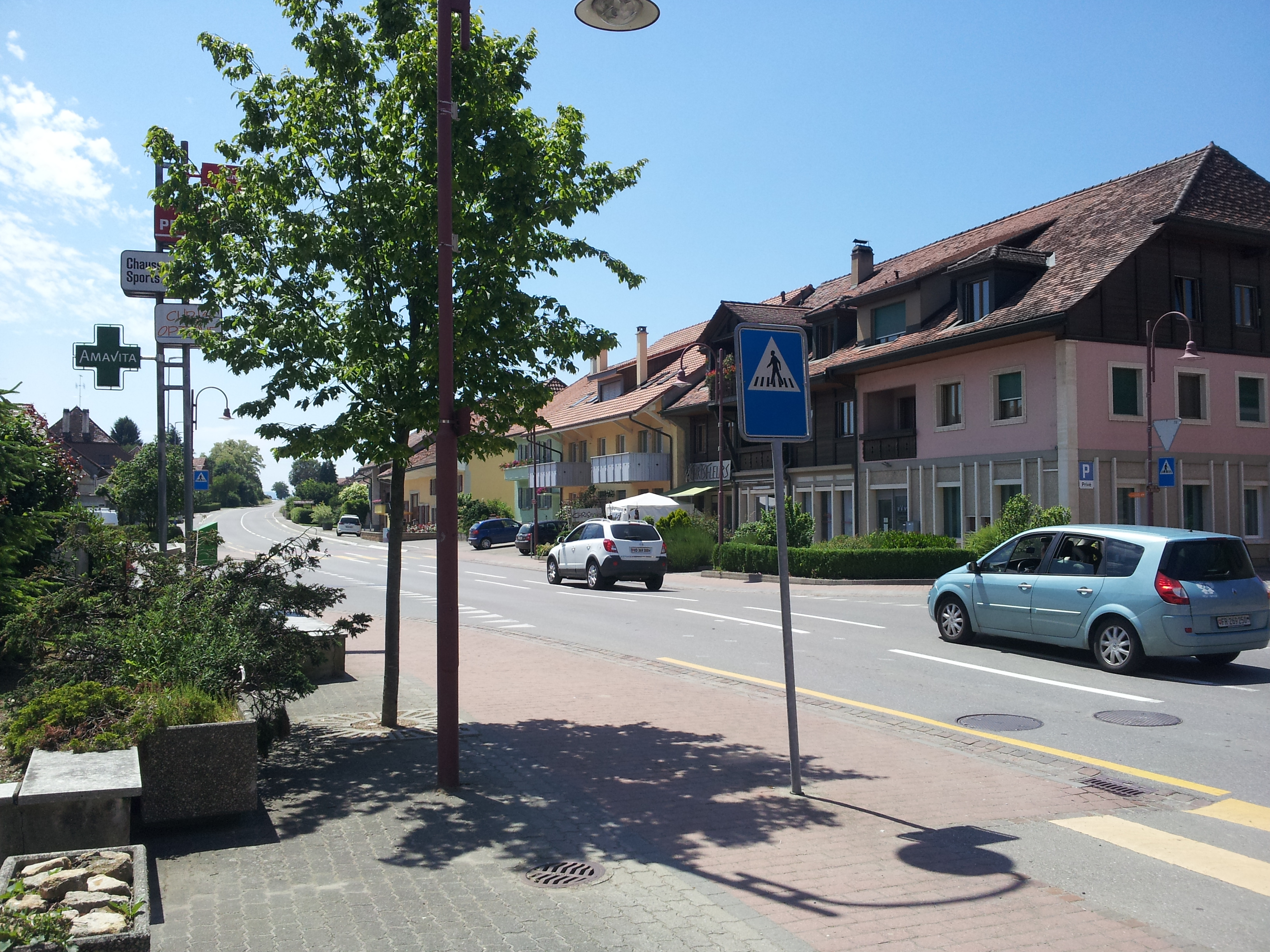
La route nationale Lausanne-Berne traverse le village.
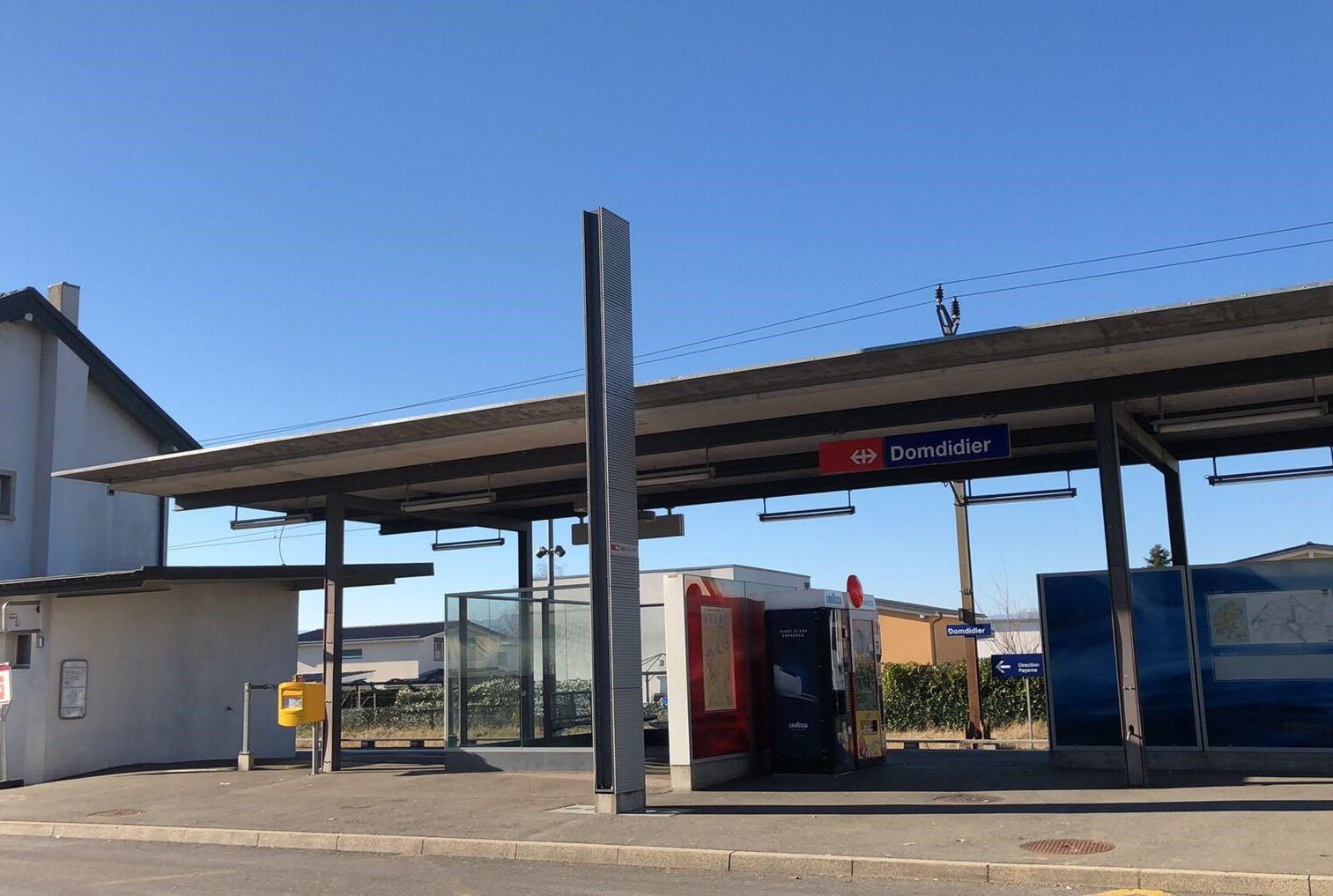
La gare de Domdidier.

## Tourisme
L'actuel château de Domdidier, situé au centre du bourg, a été bâti au XVIe siècle. Abritant autrefois la famille Fégely, puis des religieuses, il a été complètement rénové par son propriétaire privé entre 2005 et 2007. 
À quelques pas du château, se trouve l'actuelle église paroissiale, consacrée au saint patron de la commune, Didier, et qui a été construite entre 1837 et 1842. Auparavant, les paroissiens se rendaient à l'ancienne église du village, située sur un ancien temple romain, au bord de la route nationale. Aujourd'hui, il s'agit d'une chapelle dédiée à Notre-Dame de Compassion et dont la première construction remonte aux Ve – VIe siècles. Ses environs ont été l'objet de fouilles archéologiques dans les années 1980, puis à nouveau en automne 2013, permettant notamment la mise au jour d'une nécropole médiévale et d'un pan de l'antique route romaine d'Avenches.
Domdidier possède une deuxième chapelle, dans son hameau de Coppet : la chapelle Sainte-Anne, dont la fondation remonte à 1714 et qui a pu être bâtie grâce à une donation de Marie-Catherine Godel, fille d'un meunier de Coppet.

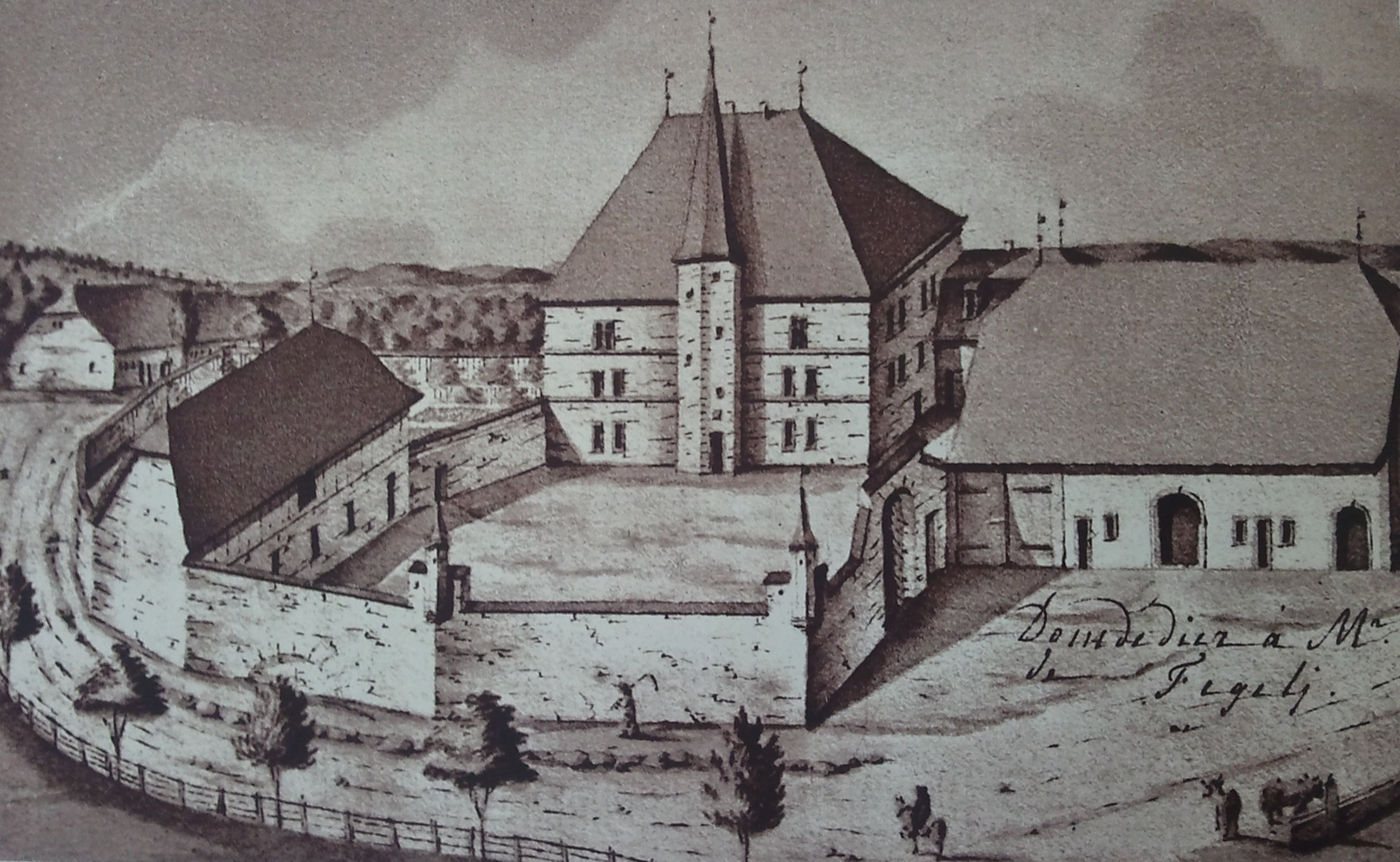
Château de Domdidier en 1798.
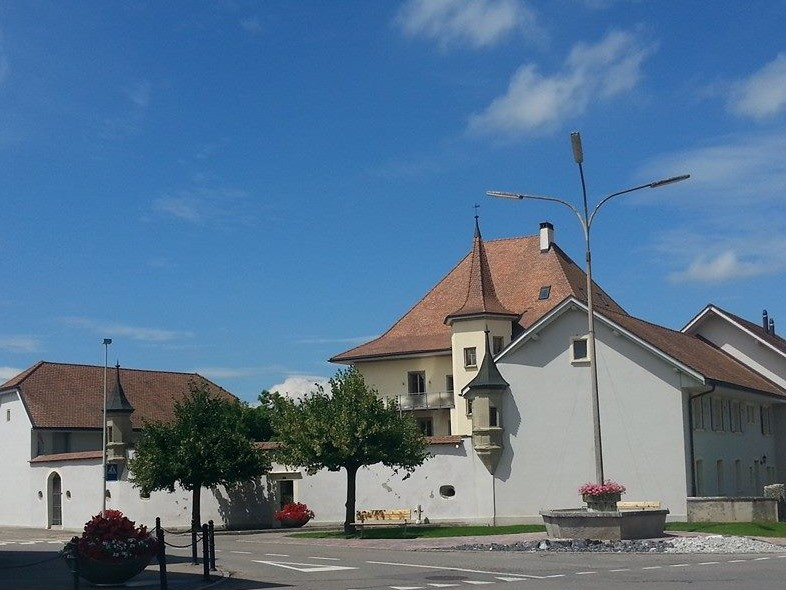
Château de Domdidier de nos jours.
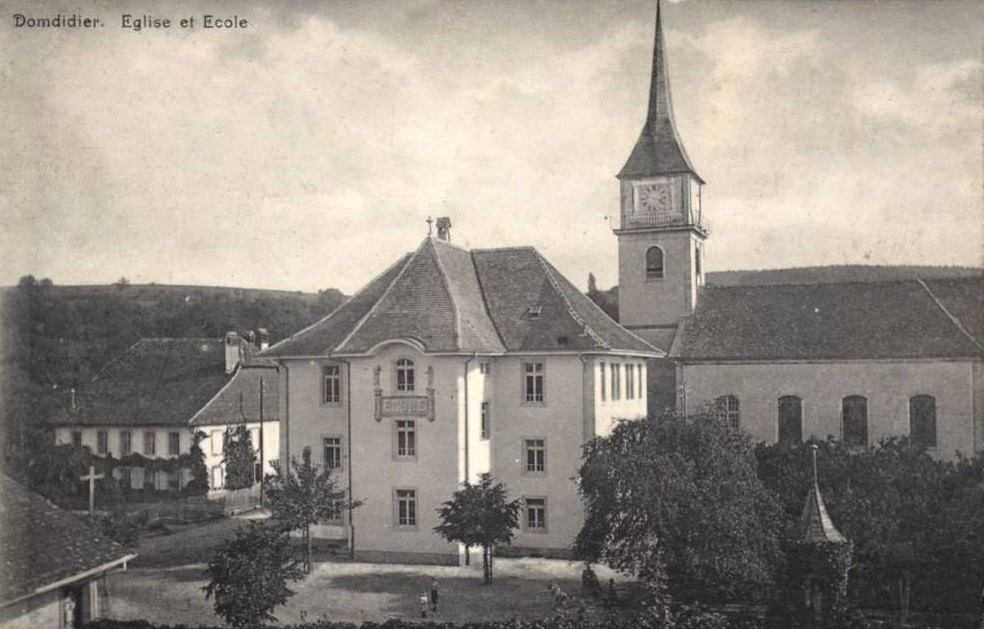
Église et école primaire du Saugy vers 1930.
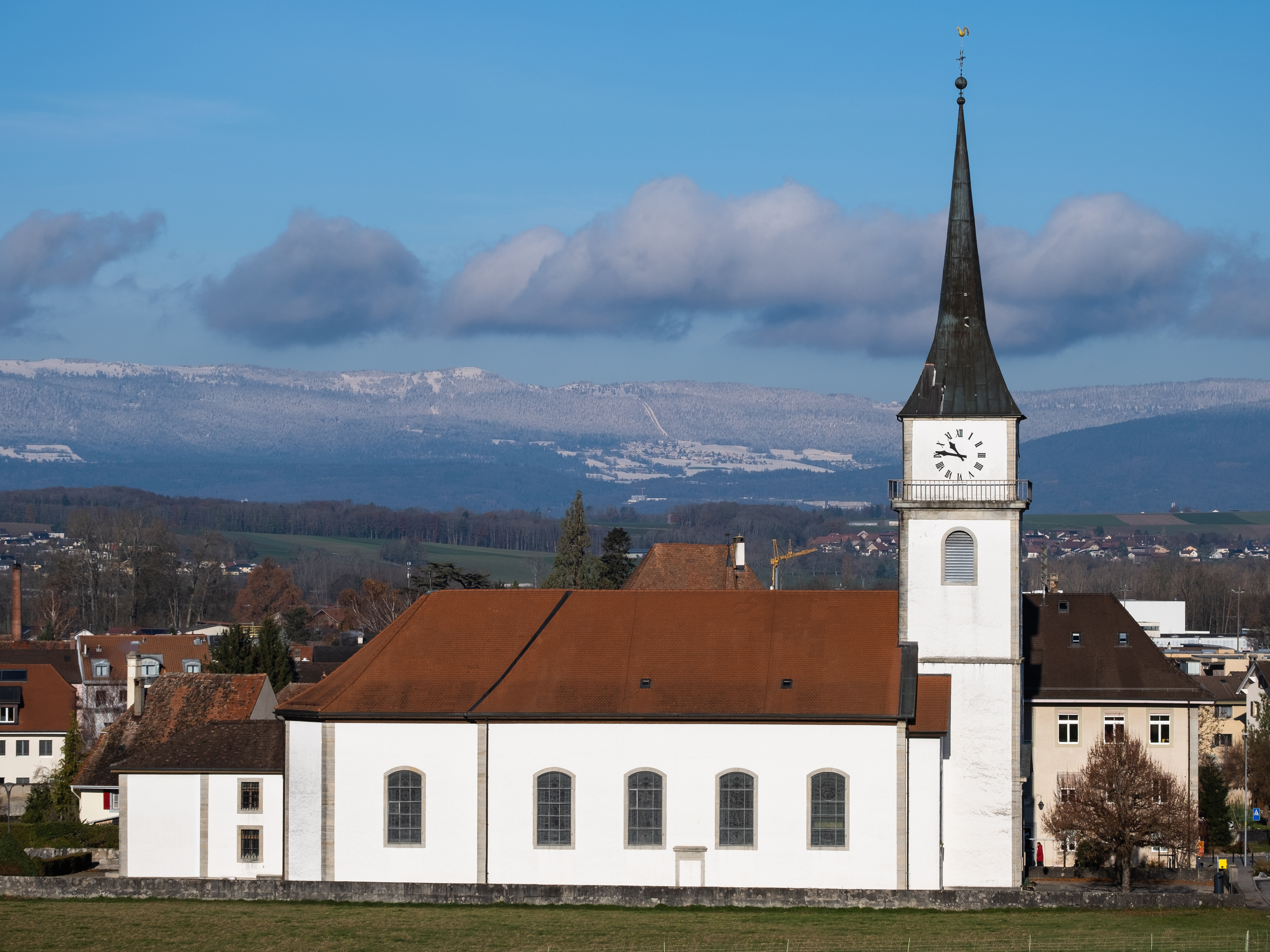
L'église Saint-Didier vue du sud.
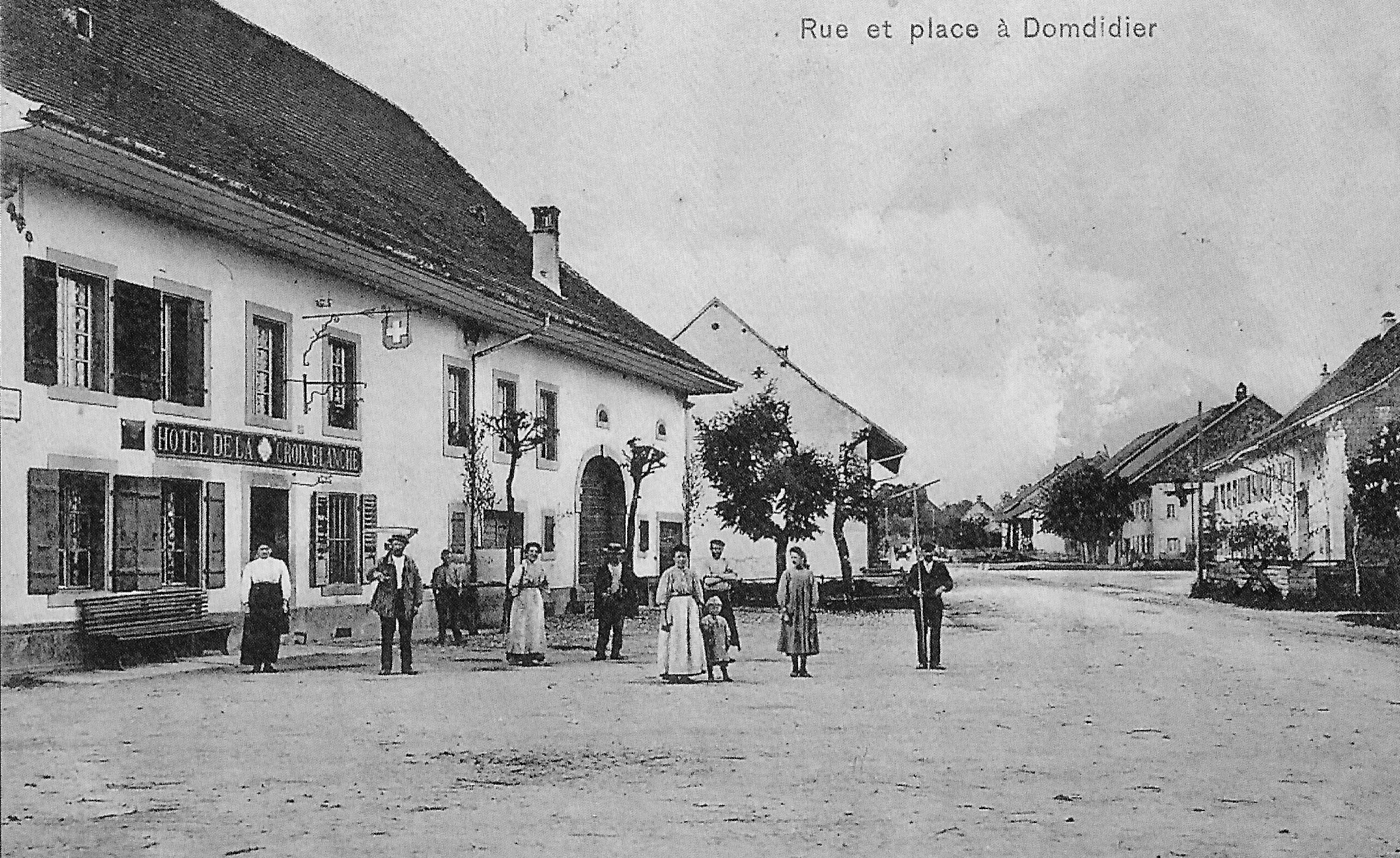
Rue Centrale, avec l'auberge de la Croix-Blanche à gauche, en 1910.
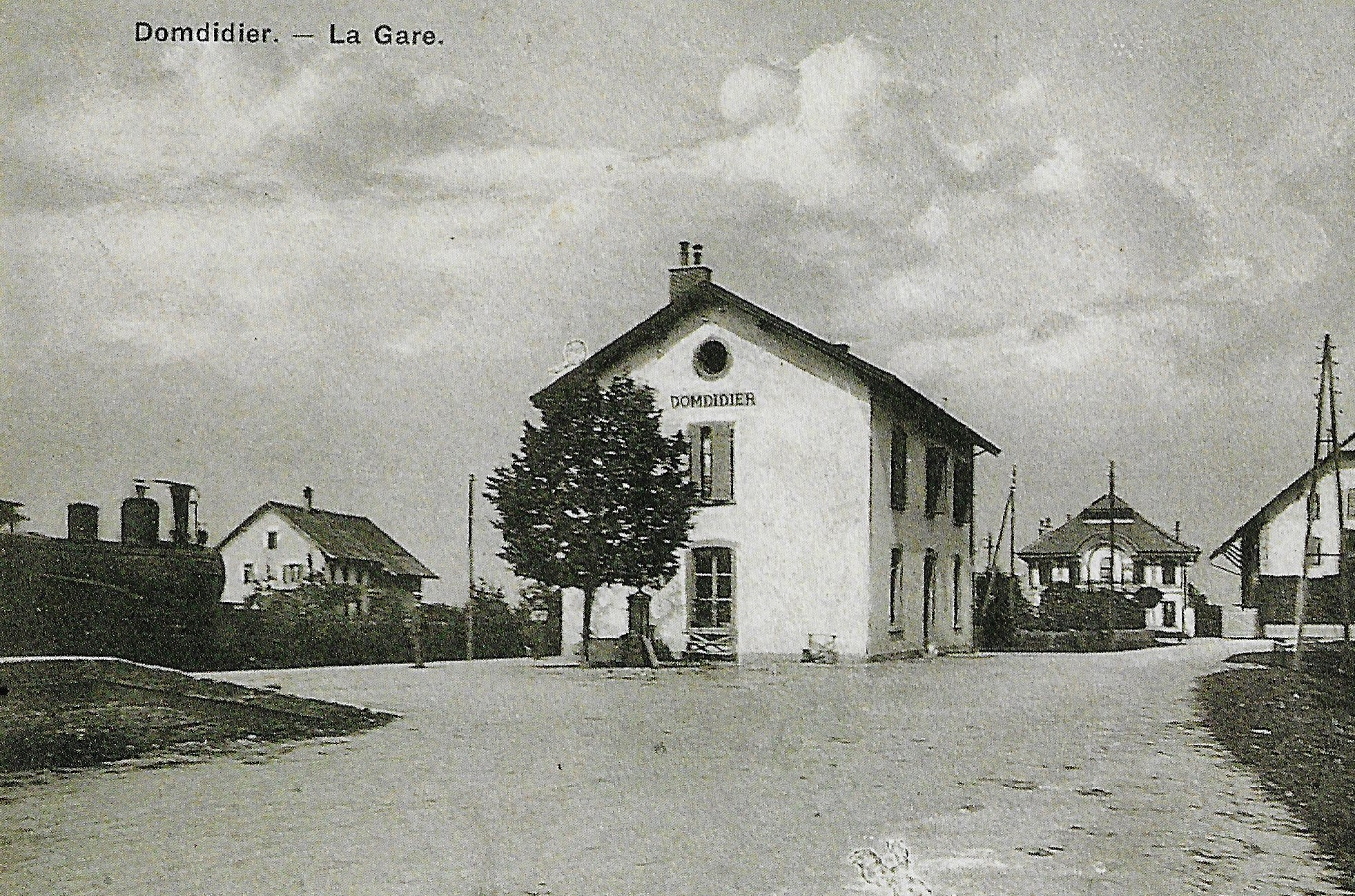
La gare de Domdidier vers 1900.
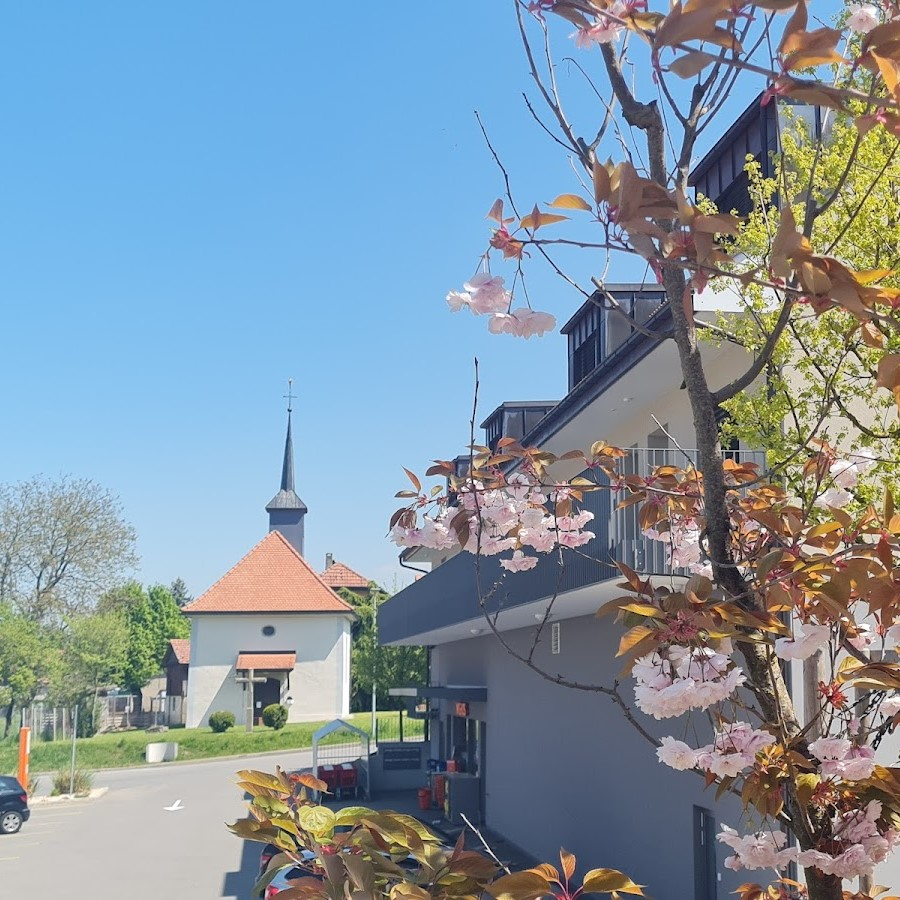
Chapelle Notre-Dame de Compassion.
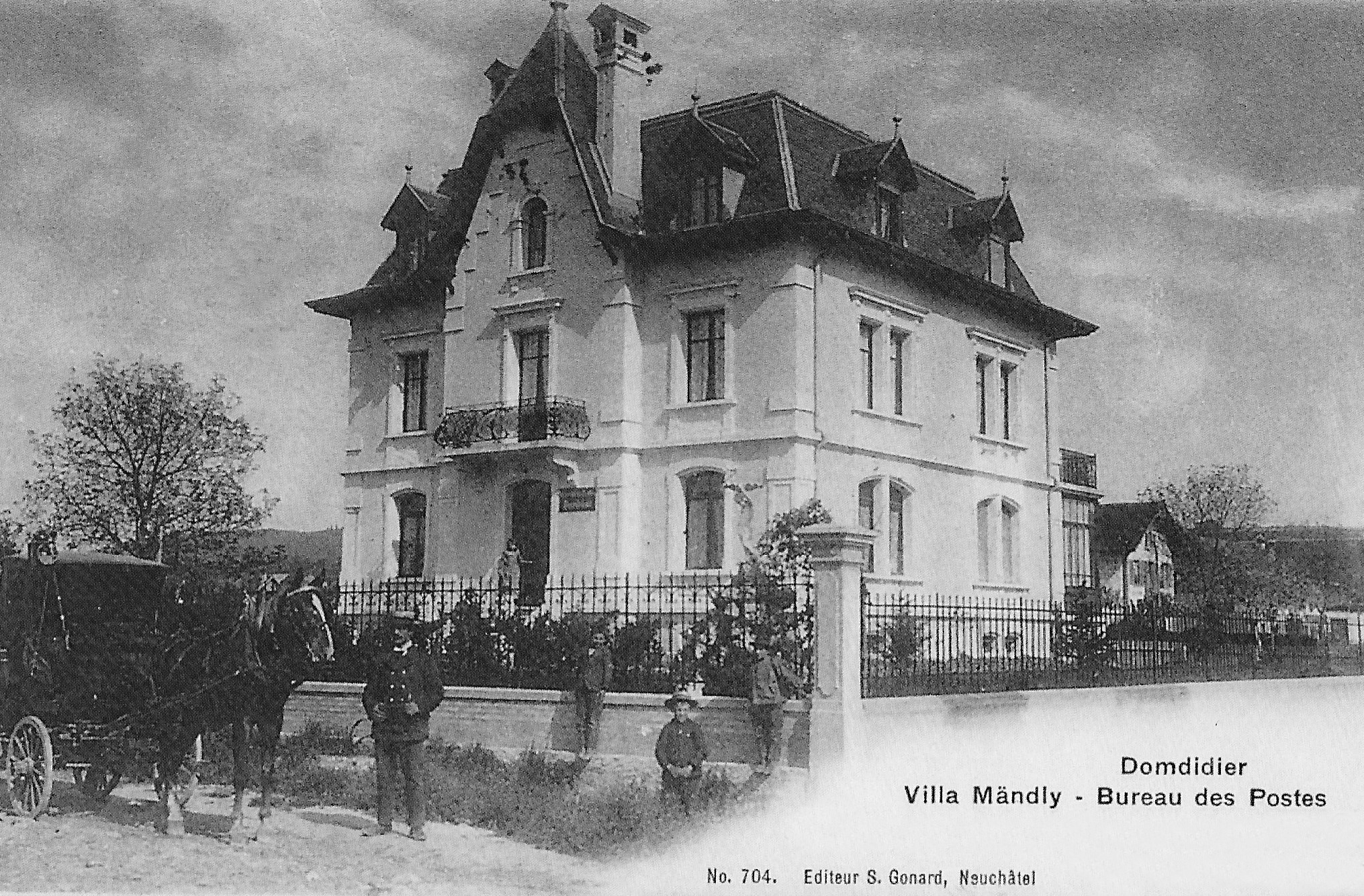
Villa Mändly, bureau de Poste en 1900.
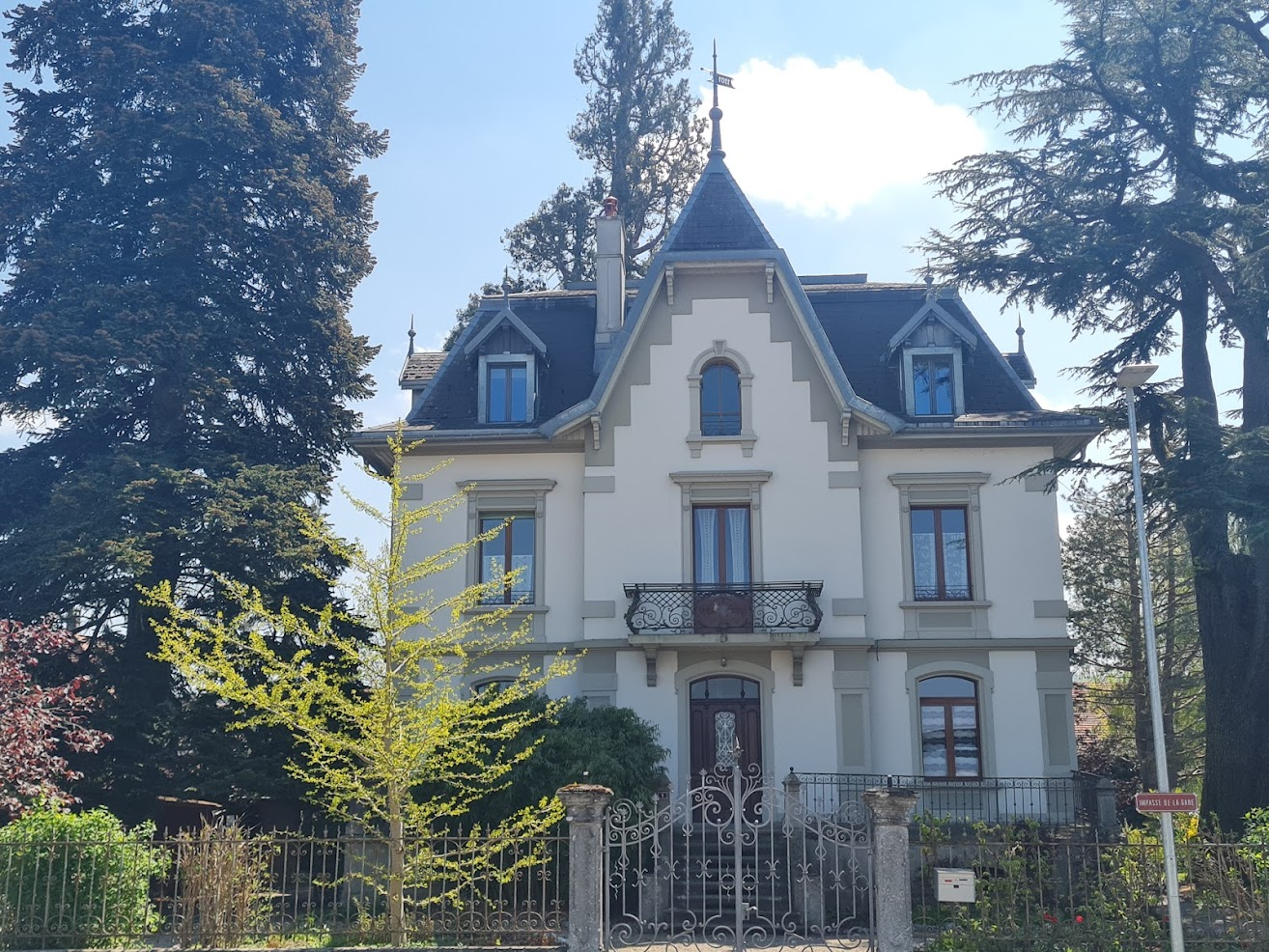
Villa Mändly de nos jours.
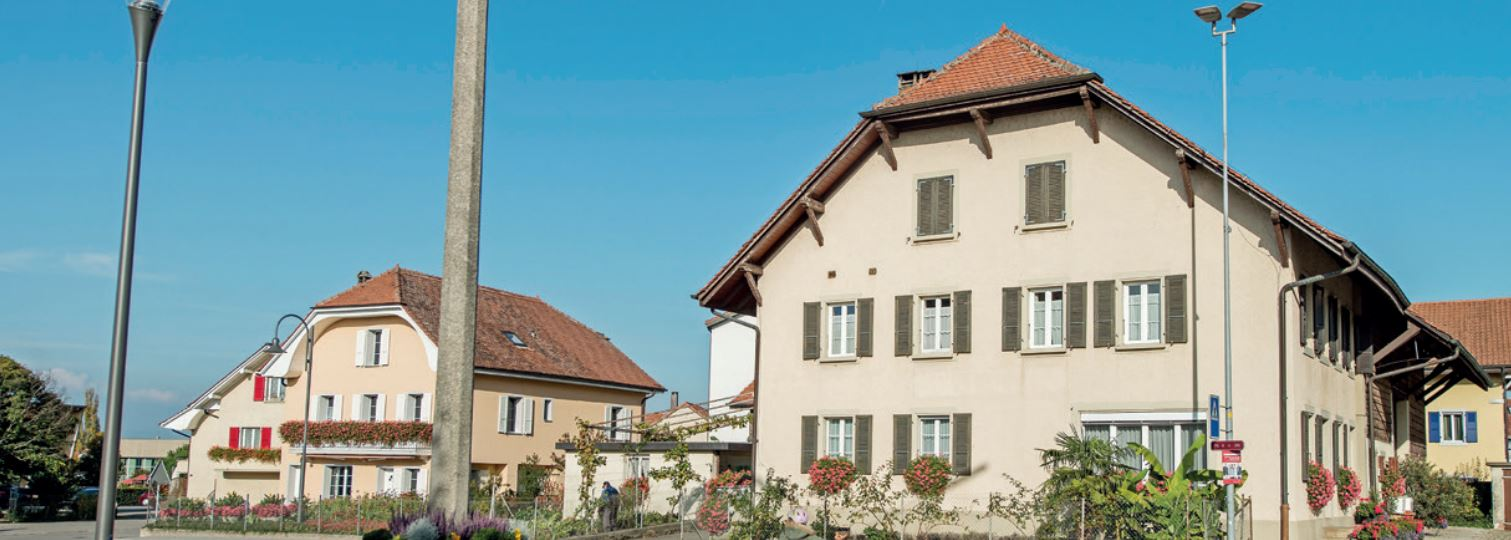
Quartier du Saugy.

## Loisirs et manifestations
Un grand nombre de sociétés locales proposent une palette de loisirs et de sports tels que chant, fanfare, football, lutte, gymnastique ou théâtre. 
Pour les plus sportifs, des terrains de foot, de basket et de skater-hockey sont mis à disposition du public dans les quartiers du Pré-de-la-Cour et du Pâquier. Quant aux promeneurs et aux joggeurs, ces derniers peuvent se rendre au parcours vita de la Forêt de Chany ou sur les sentiers balisés de la Forêt du Grand Belmont.
Pour les amateurs de représentations théâtrales et musicales, la commission culturelle de Belmont-Broye propose différents spectacles dans leur programmation baptisée "Aulahop", d'après le nom de la salle où se tiennent les représentations, l'Aula du CO de Domdidier.
À la mi-septembre, le temps d'un week-end prolongé, se déroule la traditionnelle fête fribourgeoise appelée Bénichon, organisée par la Société de jeunesse de Domdidier. Tous les deux ans, en hiver, le Comptoir diderain réunit commerçants et artisans de Belmont-Broye et de la région. Finalement, à la belle saison, se tient un marché aux produits locaux chaque premier samedi du mois.

## Personnalités
- Pascal Corminboeuf, conseiller d'État fribourgeois de 1997 à 2011 ;
- Raphaël Rimaz, conseiller d'État fribourgeois de 1986 à 1996 ;
- Jean-Charles Simon, comédien et écrivain vaudois, né en 1948 à Genève.
- Joël Corminboeuf, footballeur international suisse, né en 1964.